# فانی اسمیت

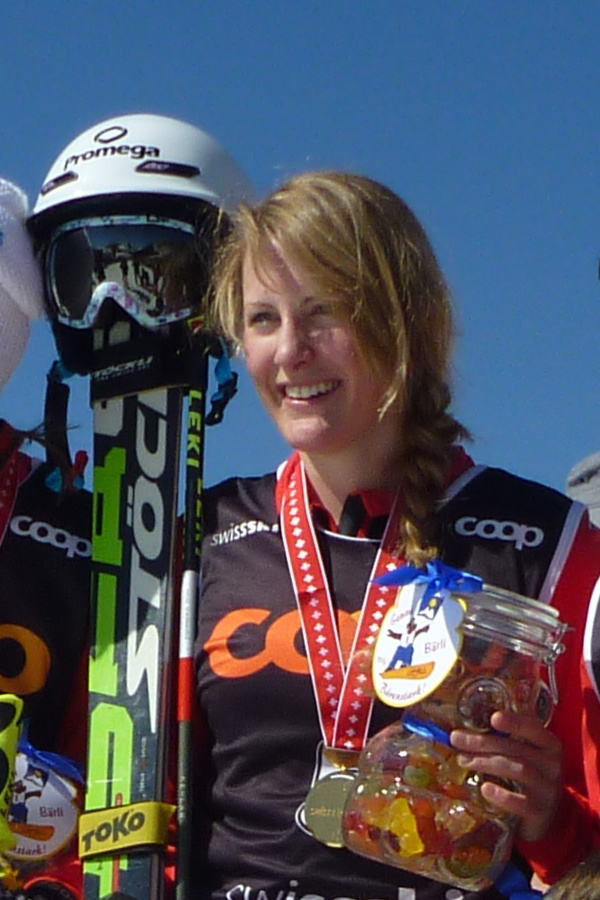
فانی اسمیت در سال ۲۰۱۱

فانی اسمیت اسکی‌باز نمایشی اهل سوئیس است. وی در بازی‌های المپیک زمستانی ۲۰۱۰ در ونکوور نماینده این کشور بود. وی در سال ۲۰۱۳ میلادی قهرمان جهان شد.